# Jan Krzysztof Holly

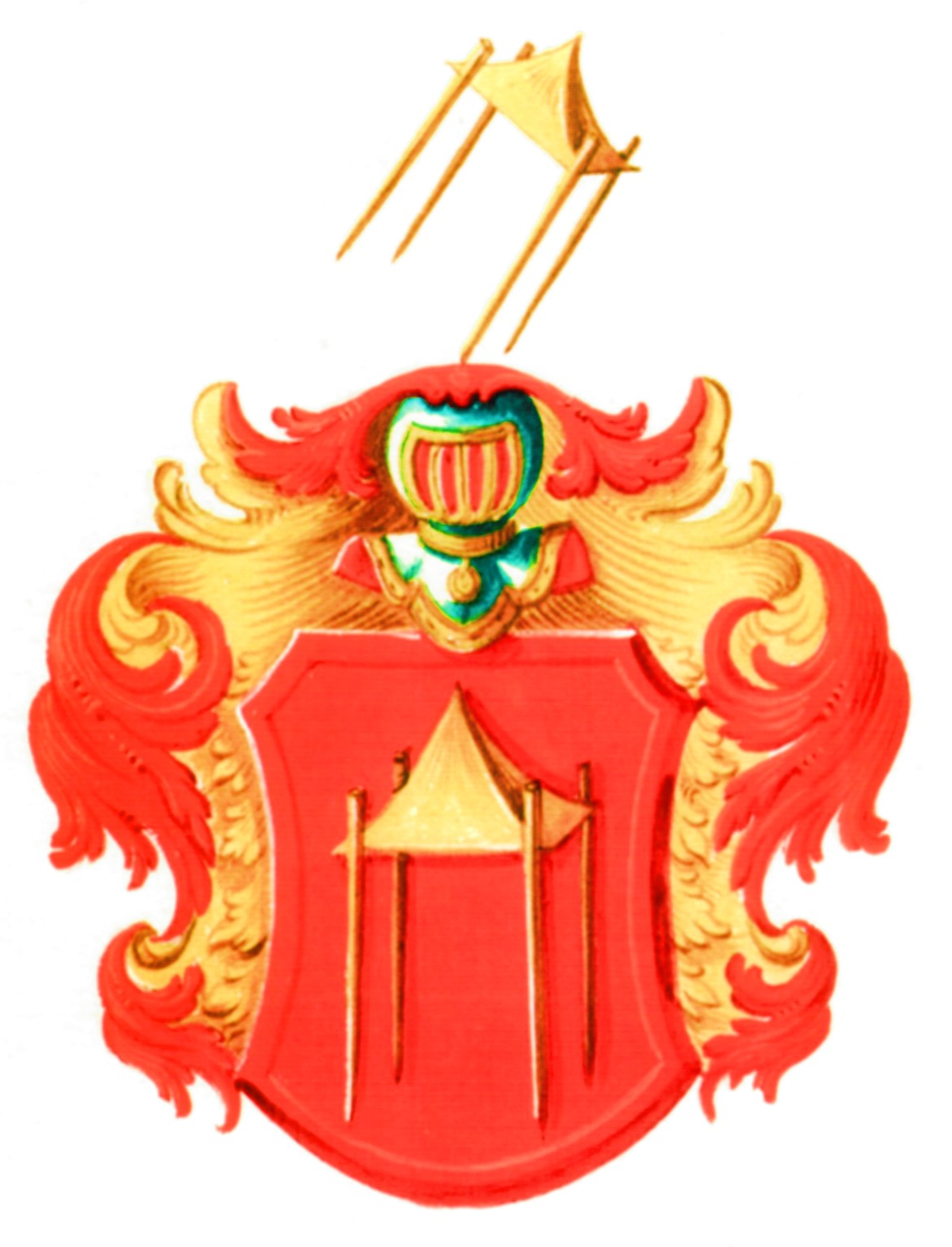
Nowszy herb rodu Holly.

Jan Krzysztof Holly (ur. 1676, zm. 1751) – szlachcic z rodu Holly, pan na Dębieńsku Starym, współpatron kościoła parafialnego w Dębieńsku Wielkim. Był asesorem przy sądzie ziemskim i w latach 1730–1742 pisarzem ziemskim księstwa raciborskiego. 
Po włamaniu się złodziei do kościoła parafialnego w Dębieńsku Wielkim i kradzieży sprzętu liturgicznego podarował on kościołowi w 1717 roku mały pozłacany kielich. W 1724 roku podarował klasztorowi Franciszkanów w Gliwicach obraz św. Jana Nepomucena, który został umieszczony na murze obok kaplicy. W 1732 roku został wyznaczony przez Królewski Urząd Ziemski jednym z trzech komisarzy mającym rozsądzić spór pomiędzy właścicielem dóbr Żernik Franciszkiem Dobruskim, a miastem Gliwice odnośnie do wyszynku. Zmarł w 1751 roku w wieku 75 lat.